# Giovanni Cagliero

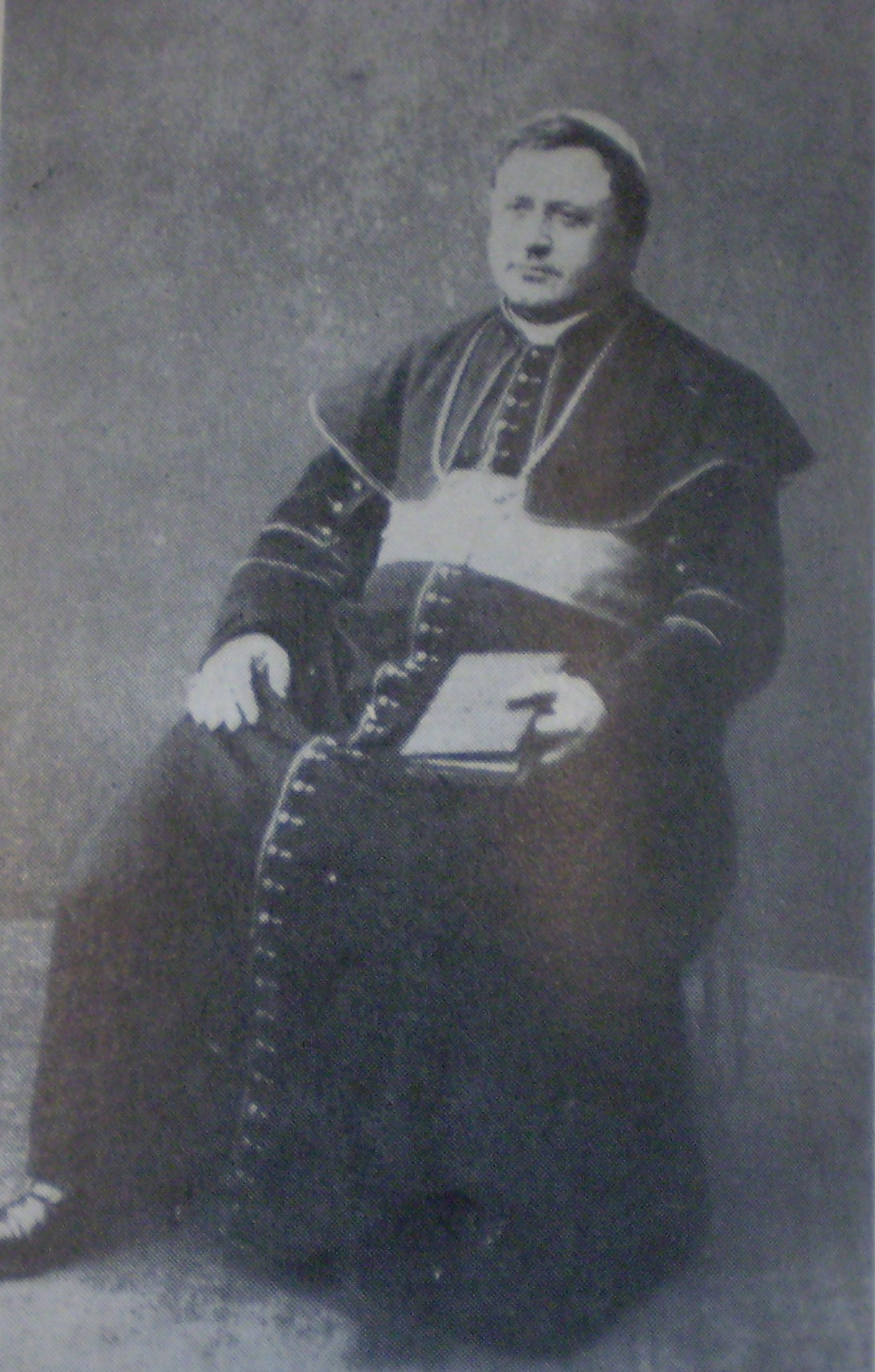
Giovanni Kardinal Cagliero SDB

Kardinalswappen

Giovanni Kardinal Cagliero SDB (* 11. Januar 1838 in Castelnuovo d’Asti, Provinz Asti, Königreich Sardinien; † 28. Februar 1926 in Rom) war ein italienischer Ordenspriester und vatikanischer Diplomat.

## Leben
Giovanni Cagliero trat nach seiner Schulzeit in die Ordensgemeinschaft der Salesianer Don Boscos ein und studierte in Turin die Fächer Katholische Theologie und Philosophie. Er wurde von Johannes Bosco persönlich eingekleidet. Zu seinen Kommilitonen zählten Michael Rua und Dominikus Savio. Giovanni Cagliero empfing am 14. Juni 1862 das Sakrament der Priesterweihe und gehörte anschließend dem Lehrkörper des salesianischen Studienhauses in Turin an. In den Jahren 1875 bis 1877 führte er die ersten Salesianer nach Amerika, von 1877 bis 1884 wirkte er als geistlicher Rektor seines Ordens.
1884 ernannte ihn Papst Leo XIII. zum Titularbischof von Magydus und zum Apostolischen Vikar des neuen Vikariats Nördliches Patagonien in Argentinien. Die Bischofsweihe spendete ihm am 7. Dezember 1884 in Turin Kardinal Gaetano Alimonda, Erzbischof von Turin, Mitkonsekratoren waren Emiliano Manacorda, Bischof von Fossano, und Giovanni Battista Bertagna, Weihbischof in Turin. Giovanni Cagliero nahm im Jahre 1904 eine Apostolische Visitation in den italienischen Bistümern Bobbio, Piacenza, Savona und Tortona vor. 1908 bestimmte ihn Papst Pius X. zum Titularerzbischof von Sebastea und Apostolischen Delegaten für Nicaragua und Costa Rica. 1915 nahm ihn Papst Benedikt XV. als Kardinalpriester mit der Titelkirche San Bernardo alle Terme in das Kardinalskollegium auf. Im Alter von 82 Jahren wurde er 1920 zum Kardinalbischof von Frascati ernannt.
Giovanni Cagliero starb am 28. Februar 1926 in Rom und wurde zunächst dort bestattet. 1964 erfolgte die Überführung seiner Gebeine in die Kathedrale von Viedma in Argentinien.
Nach ihm sind unter anderem benannt:
- Largo Giovanni Cagliero in Frascati
- Via Giovanni Cagliero in Asti
- Piazza Giovanni Cagliero in Rom
- Museo Cardenal Cagliero in Viedma